# Xã Lawrence, Quận Lawrence, Illinois
Xã Lawrence (tiếng Anh: Lawrence Township) là một xã thuộc quận Lawrence, tiểu bang Illinois, Hoa Kỳ. Năm 2010, dân số của xã này là 6.521 người.